# خوان لوبيز (متسابق دراجات نارية)
خوان لوبيز (بالإسبانية: Juan López Mella)‏ (و. 1965 – 1995 م) هو متسابق دراجات نارية إسباني، ولد في لوغو، توفي في البسيط، عن عمر يناهز 30 عاماً، بسبب حادث مرور.

## روابط خارجية
- خوان لوبيز على موقع MotoGP.com (الإنجليزية)
- خوان لوبيز على موقع WorldSBK.com (الإنجليزية)